# أخضر باريس
أخضر باريس هو مركب لاعضوي من أسيتات النحاس الزرنيخية صيغته Cu(C2H3O2)2·3Cu(AsO2)2؛ وهو خضاب أخضر اللون وسام جداً.
يعرف هذا الخضاب أيضاً بعدة أسماء أخرى مثل أخضر شفاينفورت أو أخضر فيينا أو الأخضر الزمردي.

## التحضير
يحضر هذا الخضاب الأخضر من مفاعلة أسيتات النحاس الثنائي مع أكسيد الزرنيخ الثلاثي.
{\displaystyle {\ce {4 CuO + 3 As2O3 + 2 CH3COOH -> 3 Cu(AsO2)2 * Cu(CH3COO)2 + H2O}}}

## الخواص
يوجد المركب في الشروط القياسية على شكل مسحوق بلوري أخضر زمردي، وهو لا ينحل عملياً في الماء.

## الاستخدامات
بالإضافة إلى استخدامه خضاباً يستعمل أخضر باريس مبيداً للقوارض وللحشرات؛ بالإضافة إلى دخوله في تركيب الألعاب النارية.